# Byrrhodes setosus
Byrrhodes setosus är en skalbaggsart som beskrevs av Leconte 1878. Byrrhodes setosus ingår i släktet Byrrhodes och familjen trägnagare. Inga underarter finns listade i Catalogue of Life.